# ガイウス・ポピッリウス・ラエナス
ガイウス・ポピッリウス・ラエナス（Gaius Popilius Laenas、 生没年不詳）は、紀元前2世紀初頭の共和政ローマの政治家・軍人。紀元前172年に執政官（コンスル）を務めた。

## 出自
ラエナスはプレブスであるポピッリウス氏族の出身である。ポピッリウス氏族が歴史に登場するのは紀元前360年代のことである。紀元前367年のリキニウス・セクスティウス法により、執政官職がプレブスにも開放されてまもない紀元前359年、マルクス・ポピッリウス・ラエナスが氏族最初の執政官となっている。歴史に登場するポピッリウス氏族のほとんどが、ラエナス家の人物である。このコグノーメン（第三名、家族名）は、暖炉の火を意味するラテン語であるラエナから来ていると、キケロは述べている。しかし、ドイツの歴史学者ミュンツァーは、非ラテン語（おそらくエトルリア語）由来の名前で、これがローマで家族名に変わったと示唆している。
カピトリヌスのファスティに拠れば、ラエナスの父も祖父もプラエノーメン（第一名、個人名）はプブリウスである。父プブリウスに関しては、紀元前210年にレガトゥス（軍団副司令官）を務めたことが分かっているのみである。ラナエスの兄にはプブリウス（紀元前180年のピサ植民都市建設責任者の一人）と紀元前173年の執政官マルクス・ポピッリウス・ラエナスがいる。

## 経歴
ラエナスは紀元前175年にプラエトル（法務官）に就任した。紀元前173年、兄のマルクスが執政官を務めていたが、ラナエスは年末の執政官選挙に立候補した。兄マルクスはローマには不在で、同僚執政官のルキウス・ポストゥミウス・アルビヌスが選挙を監督したが、ラナエスは勝利し紀元前172年の執政官に就任した。同僚のプブリウス・アエリウス・リグスはパトリキ（貴族）ではなくプレブスであった。執政官が二人共プレブスとなったのは、ローマの歴史で初めてのことである。
当時マケドニア王ペルセウスと戦争になる可能性が大きく（実際に戦争となったのは翌紀元前171年）、両執政官はマケドニアを担当することを要求した。しかし元老院はリグリアを割り当てた。リグリアは前年の執政官である兄マルクスが過度に残虐な行為のため、非常に不穏な状況にあっためである。兄マルクスに対する告発の動きがあると、ラエナスはあらゆる努力を払ってこれを阻止しようとした。その後、リグリアとの和解の一環として、ラエナスは元老院の代表として、ポー川の北側にいくつかのリグリア部族を定住させた。全般的に、ラナエスの執政官としての行動は、元老院の承認を得られないことが多かった。
第三次マケドニア戦争中の紀元前169年、ラエナスはグナエウス・オクタウィウスと共にギリシアに派遣された。この使節のもくい敵は、らギリシアの都市国家の厳しい税負担を軽減することであった。ギリシアのローマ同盟都市が離反するのを避けるためであったが、非常に上手く行った訳ではなかった。その後ラエナスはセレウコス朝シリア王アンティオコス4世エピファネスから侵略を受けていたプトレマイオス朝エジプトに派遣される。使節の目的は、第六次シリア・エジプト戦争を終わらせ、シリアの強大化を阻止することであった。ただ、ローマとしても過度の干渉によってアンティオコス4世をマケドニアに接近させたくはなかったため、使節団はしばらくの間デロス島に留まっていた。ピュドナの戦いでローマ軍がマケドニアに決定的な勝利を得たとの報告が届くと、使節団はアンティオコス4世に軍を撤退するよう要求するために、エジプトに渡った。
ラエナスはアレクサンドリアから6キロメートルほど離れた場所でアンティオコスと会った。ポリュビオスは次のように記述している。
アンティオコスは、そのような傲慢な態度に驚き、しばらく躊躇していたが、結局はローマの要求に同意した。数日後、彼はシリアに軍隊を撤退させた。歴史学では、このような乱暴なな最後通告を国王が受け入れたことは「世界史的な意義」のある出来事と考えられている。
紀元前158年、ラエナスは二度目の執政官に就任した。翌年に兄のマルクスはケンソル（監察官）に就任している。

## 子孫
ラエナスには二人の息子がいた。ガイウス・ポピッリウス・ラエナスは紀元前133年に法務官を務めており、紀元前130年の執政官選挙に立候補したが落選した。プブリウス・ポピッリウス・ラエナスは紀元前132年に執政官に就任した。

## 参考資料

### 古代の資料
- カピトリヌスのファスティ
- ティトゥス・リウィウス『ローマ建国史』
- ポリュビオス『歴史』

### 研究書
- Broughton R. Magistrates of the Roman Republic. - New York, 1951. - Vol. I. - P. 600.
- Münzer F. Popillius // Paulys Realencyclopädie der classischen Altertumswissenschaft . - 1953. - Bd. XXII, 1. - Kol. 50-52.
- Münzer F. Popillius 17 // Paulys Realencyclopädie der classischen Altertumswissenschaft . - 1953. - Bd. XXII, 1. - Kol. 57.
- Münzer F. Popillius 18 // Paulys Realencyclopädie der classischen Altertumswissenschaft . - 1953. - Bd. XXII, 1. - Kol. 57-58.
- Münzer F. Popillius 20 // Paulys Realencyclopädie der classischen Altertumswissenschaft . - 1953. - Bd. XXII, 1. - Kol. 59-60.
- Münzer F. Popillius 25 // Paulys Realencyclopädie der classischen Altertumswissenschaft . - 1953. - Bd. XXII, 1. - Kol. 62.
- Münzer F. Popillius 28 // Paulys Realencyclopädie der classischen Altertumswissenschaft . - 1953. - Bd. XXII, 1. - Kol. 63-64.